# Хосе Еусебіо Оталора
Хосе Еусебіо Оталора Мартінес (ісп. José Eusebio Otálora Martínez; 16 вересня 1826 — 8 травня 1884) — колумбійський військовик і політик, президент Сполучених Штатів Колумбії від 1882 до 1884 року.

## Біографія
Народився 1826 року у Фомеке (Кундінамарка). Навчався в Боготі, 1852 року здобувши правову освіту. Після закінчення навчання розпочав свою політичну посаду, ставши депутатом провінційного законодавчого органу.
1855 року був обраний до складу Законодавчої асамблеї Бояки. 1863 року взяв участь у Конвенції Ріонегро. Наступного року був обраний до лав Конгресу. 1870 року був призначений на посаду консула в Італії, а потім у Великій Британії. Повернувся на батьківщину 1875 року, одразу поринувши у вир громадянської війни й дослужившись до звання генерала (1877). Того ж року Оталора став президентом незалежного штату Бояка. 1882 року президент Нуньєс призначив його секретарем казначейства.
У грудні 1882 року після смерті президента Франсіско Хав'єра Сальдуа Оталора очолив державу. За його президентства значний імпульс отримав розвиток дорожньої інфраструктури.
Помер невдовзі після виходу у відставку в своєму маєтку в Токаїмі від інсульту.